# Митрополит Киевский и всея Украины
Блаженнейший Митрополи́т Ки́евский и всея́ Украи́ны (укр. Митрополит Київський і всієї України) — титул предстоятеля Православной церкви Украины.

## История титула
Титул «митрополит Киевский и всея Украины» использовался также предстоятелями в Украинской православной церкви Киевского патриархата, Украинской автокефальной православной церкви и Украинской православной церкви Московского патриархата.
15 декабря 2018 года на Объединительном соборе православных церквей на Украине титул был присвоен предстоятелю ПЦУ митрополиту Епифанию, который признаётся Константинопольским, Александрийским патриархатами, Церквями Кипра и Греции. В связи с этим патриарх Константинопольский назвал дальнейшее ношение титула митрополита Киевского и всея Украины УПЦ МП Онуфрием неправомерным.
Первый предстоятель Православной церкви Украины с титулом Митрополита Киевского и всея Украины был избран на объединительном соборе. Епифаний (Думенко) во втором туре обошел кандидатуры митрополита Винницкого и Барского Симеона из УПЦ (МП) и епископа Вышгородского и Подольского Владимира Черпака из УАПЦ. 6 января 2019 года Епифаний получил томос от Вселенского патриарха.
Новоизбранный митрополит после собора обратился на площади к общественности:
Мы смогли объединить три ветви украинского православия в единую поместную православную церковь. Мы смогли засвидетельствовать, что мы можем объединиться и создать в Украине единую поместную церковь нашими общими усилиями... Я хотел бы призвать всех наших собратьев, архиереев, всех верных в единую Украинскую православную церковь. Дверь нашей церкви открыта для всех

## Обязанности и права
Митрополит Киевский избирается пожизненно и несет каноническую ответственность за пастырское управление народом Божьим в собственной архиерейской области, является председателем Поместного Собора, Священного Архиерейского Собора, Годового (постоянного) Священного Синода и Предстоятелем Православной Церкви Украины, руководствуется соответственно Святых Канонов и церковного преемства положенными ему привилегиями. Его отношения с другими епархиальными архиереями определяются соответственно положений данного Устава, согласно с 34 каноном Св. Апостолов и 9 Антиохийского Собора, а также положений соответствующих Патриаршему и Синодальному Томосу. Таким образом митрополит:
- Созывает Поместный Собор, Священный Архиерейский Собор, Годовой (постоянный) Священный Синод и председательствует на заседаниях их сессий.
- Поддерживает церковное общение и связь с другими Автокефальными Православными Церквями, являясь соединительным звеном между ними и Церковью Украины. В частности, он объявляет о своем избрании через «мирные грамоты» к Вселенскому Патриарху, Предстоятелям Древних Престолов и главам других Автокефальных Православных Церквей, заверяя их о неизменном придерживании православных догматов и святых канонов.
- Митрополит Киевский упоминает в диптихе имя Вселенского Патриарха и других Патриархов и глав Святых Православных Автокефальных Церквей.
- Возглавляет хиротонии архиереев или в случае помехи дает распоряжение другому архиерею для их совершения.
- Имя митрополита Киевского упоминается за богослужениями Православной Церкви Украины.
- Обращается к православному народу в Украине с пастырскими и каноническими посланиями с согласия синода.
- Представляет Православную Церковь Украины перед государственной властью, международными организациями и любыми другими организациями в случае необходимости, лично или через представителей.
- Выдвигает инициативы для поддержки взаимоуважаемых отношений между социальными институтами, как для поддержки социальной и благотворительной деятельности, так и ради свидетельства евангельского учения, в сфере охраны окружающей среды, прав человека, биоэтики и др.
- Предоставляет разрешения архиереям на их отсутствие в своих епархиях[5][6]

## Избрание и освобождение
13 декабря 2018 года состоялся Архиерейский собор УПЦ КП, на котором около 30 из приблизительно 40 присутствующих архиереев поддержали кандидатуру Епифания (Думенко) на пост митрополита Киевского новой церковной структуры, создаваемой в Украине на Объединительном соборе в Киеве 15 декабря. Остальные (около 12 человек) проголосовали за митрополита Луцкого и Волынского Михаила (Зинкевича).
15 декабря 2018 года на Объединительном соборе Епифаний был избран предстоятелем новообразованной Православной церкви Украины с титулом «митрополит Киевский и всей Украины». 3 февраля 2019 года митрополит Епифаний был возведён на престол.

## Митрополиты Киевские и всея Украины
В 1927—1929 годах схожий титул, «Патриаршего Экзарха, Митрополита Киевского, Галицкого и всея Украины», носил Михаил (Ермаков).